# Gymplatanthera
Gymplatanthera är ett släkte av orkidéer. Gymplatanthera ingår i familjen orkidéer.
Kladogram enligt Catalogue of Life:
| Gymplatanthera | \| \| Gymplatanthera borelii \| \| \| \| \| \| Gymplatanthera chodatii \| \| \| \| |
|                | \| \| Gymplatanthera borelii \| \| \| \| \| \| Gymplatanthera chodatii \| \| \| \| |
|                | Gymplatanthera borelii                                                             |
|                |                                                                                    |
|                | Gymplatanthera chodatii                                                            |
|                |                                                                                    |